# Borač
Borač (německy Boratsch) je obec v okrese Brno-venkov v Jihomoravském kraji. Rozkládá se v Hornosvratecké vrchovině, v přírodním parku Svratecká hornatina, přibližně sedm kilometrů severozápadně od Tišnova. Součástí obce jsou dvě místní části: Borač a Podolí (v katastrálním území Podolí u Borače). Žije zde 349 obyvatel.

## Název
Název vesnice (mužského rodu) byl odvozen od osobního jména Borak (což byla patrně domácká podoba některého jména zakončeného na -bor, např. Dalibor, Bolebor) a znamenalo „Borakův majetek“.

## Historie
První písemná zmínka o obci pochází z roku 1368, kdy je uváděna v přídomku de Perarcz nebo de Poraz.
Od roku 1953 je součástí Borače vesnice Podolí.
K 1. lednu 2005 byla obec Borač společně s dalšími 23 obcemi převedena z okresu Žďár nad Sázavou (Kraj Vysočina) do okresu Brno-venkov (Jihomoravský kraj).

## Obyvatelstvo
| Rok            | 1869 | 1880 | 1890 | 1900 | 1910 | 1921 | 1930 | 1950 | 1961 | 1970 | 1980 | 1991 | 2001 | 2011 | 2021 |
| -------------- | ---- | ---- | ---- | ---- | ---- | ---- | ---- | ---- | ---- | ---- | ---- | ---- | ---- | ---- | ---- |
| Počet obyvatel | 436  | 469  | 436  | 405  | 383  | 394  | 418  | 427  | 508  | 404  | 348  | 317  | 300  | 342  | 365  |
| Počet domů     | 58   | 69   | 68   | 72   | 72   | 75   | 79   | 97   | 98   | 98   | 93   | 112  | 117  | 133  | 141  |

Vývoj počtu obyvatel obce Borač
| Rok            | 1869 | 1880 | 1890 | 1900 | 1910 | 1921 | 1930 | 1950 | 1961 | 1970 | 1980 | 1991 | 2001 | 2011 | 2021 |
| -------------- | ---- | ---- | ---- | ---- | ---- | ---- | ---- | ---- | ---- | ---- | ---- | ---- | ---- | ---- | ---- |
| Počet obyvatel | 316  | 340  | 322  | 311  | 302  | 298  | 311  | 306  | —    | 298  | 254  | 237  | 229  | 253  | 278  |
| Počet domů     | 41   | 50   | 51   | 55   | 56   | 56   | 58   | 70   | —    | 72   | 68   | 83   | 87   | 101  | 110  |

Vývoj počtu obyvatel části obce Borač

## Obecní správa
Od 50. let 20. století byla Borač obcí. Roku 1953 byla osadou obce Borač-Podolí a roku 1960 byla celá obec Borač-Podolí přejmenována na Borač.

### Obecní symboly
Znak a vlajka byly obci uděleny rozhodnutím předsedy Poslanecké sněmovny Parlamentu České republiky dne 11. května 2001.

## Pamětihodnosti
- Kaple Panny Marie Růžencové
- Boží muka u silnice na Doubravník

## Rodáci
- Josef Uher (1880–1908), učitel a spisovatel

## Galerie

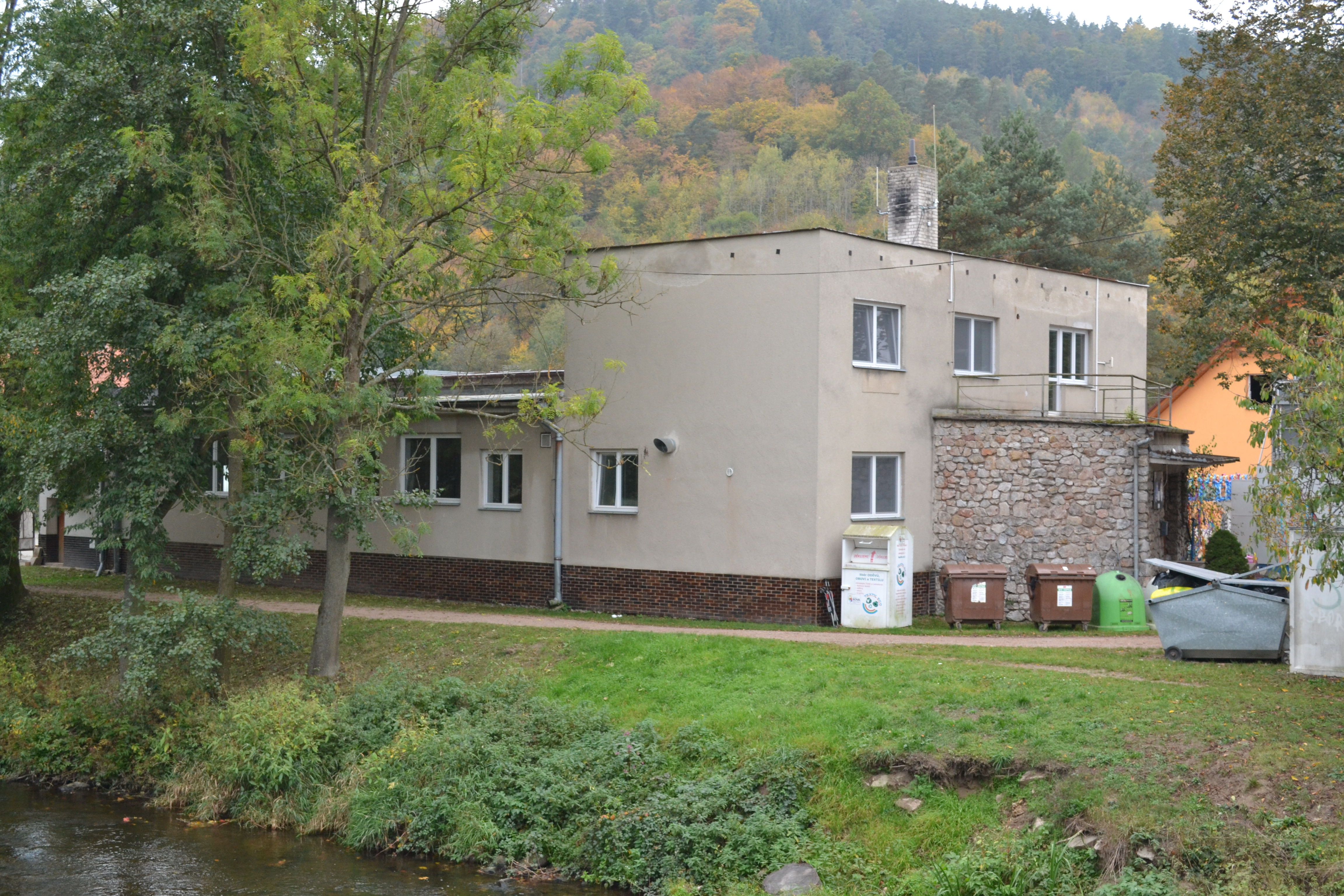
Obecní úřad
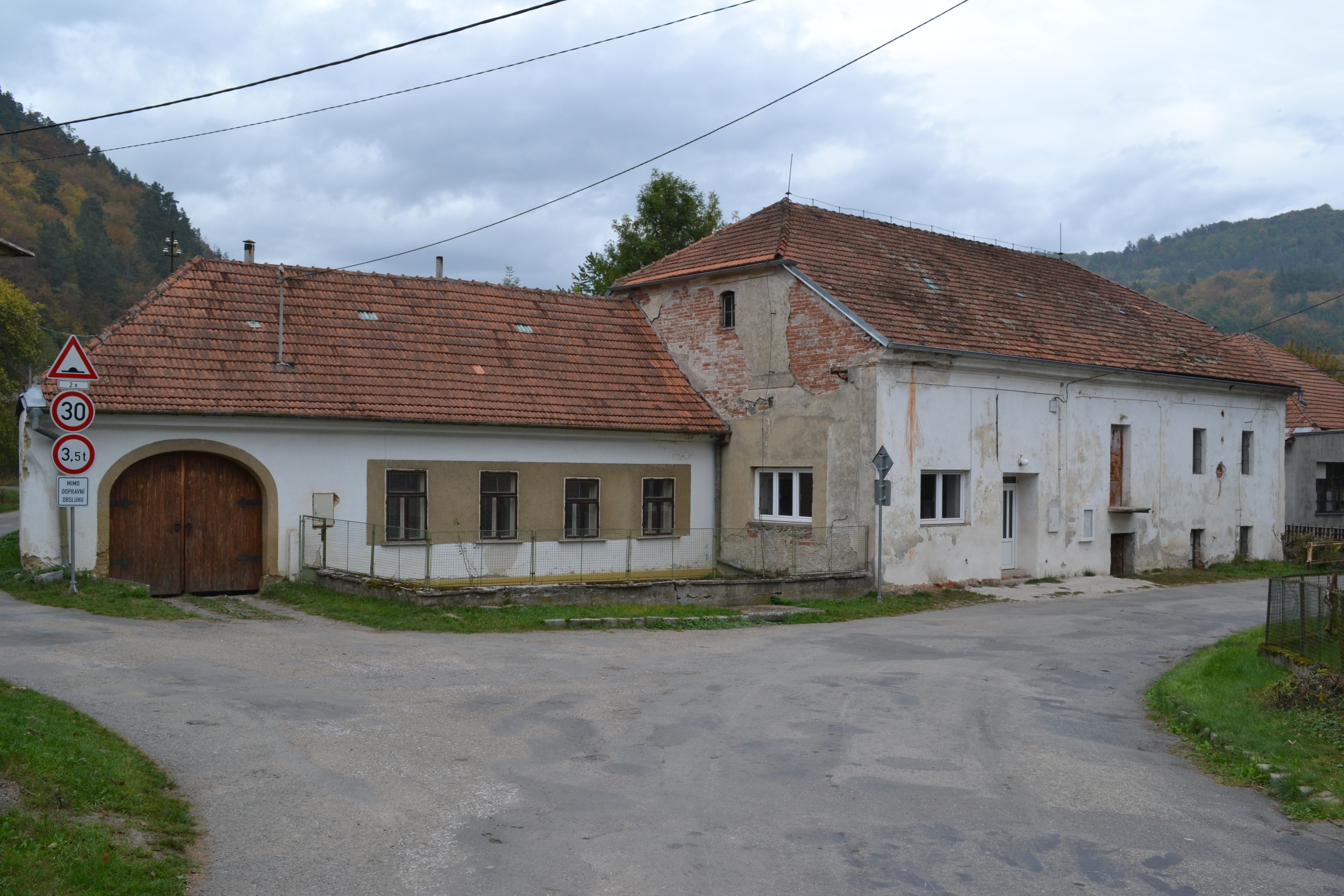
Bývalý vodní mlýn
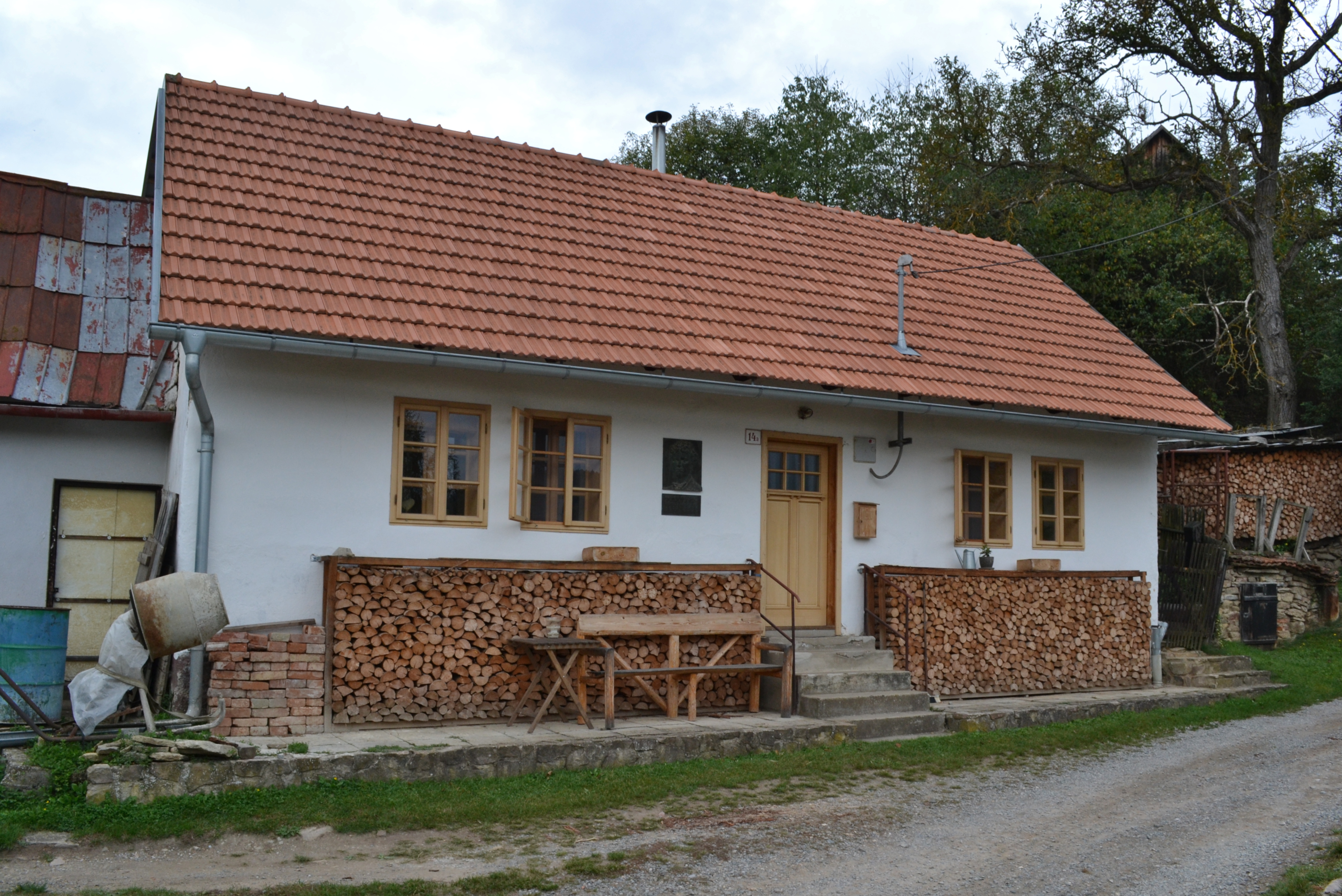
Rodný dům Josefa Uhra v Podolí
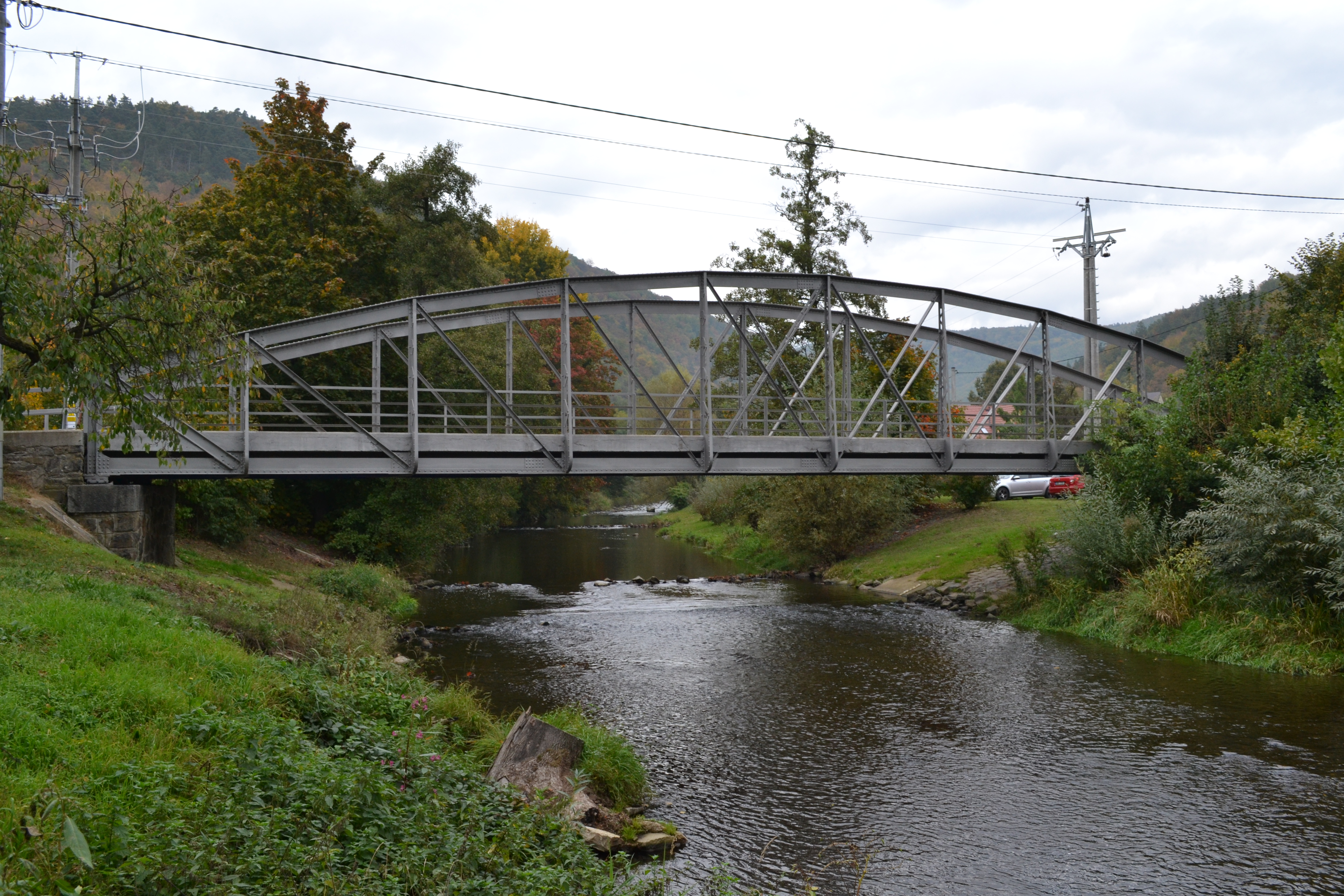
Silniční most přes Svratku z roku 1910
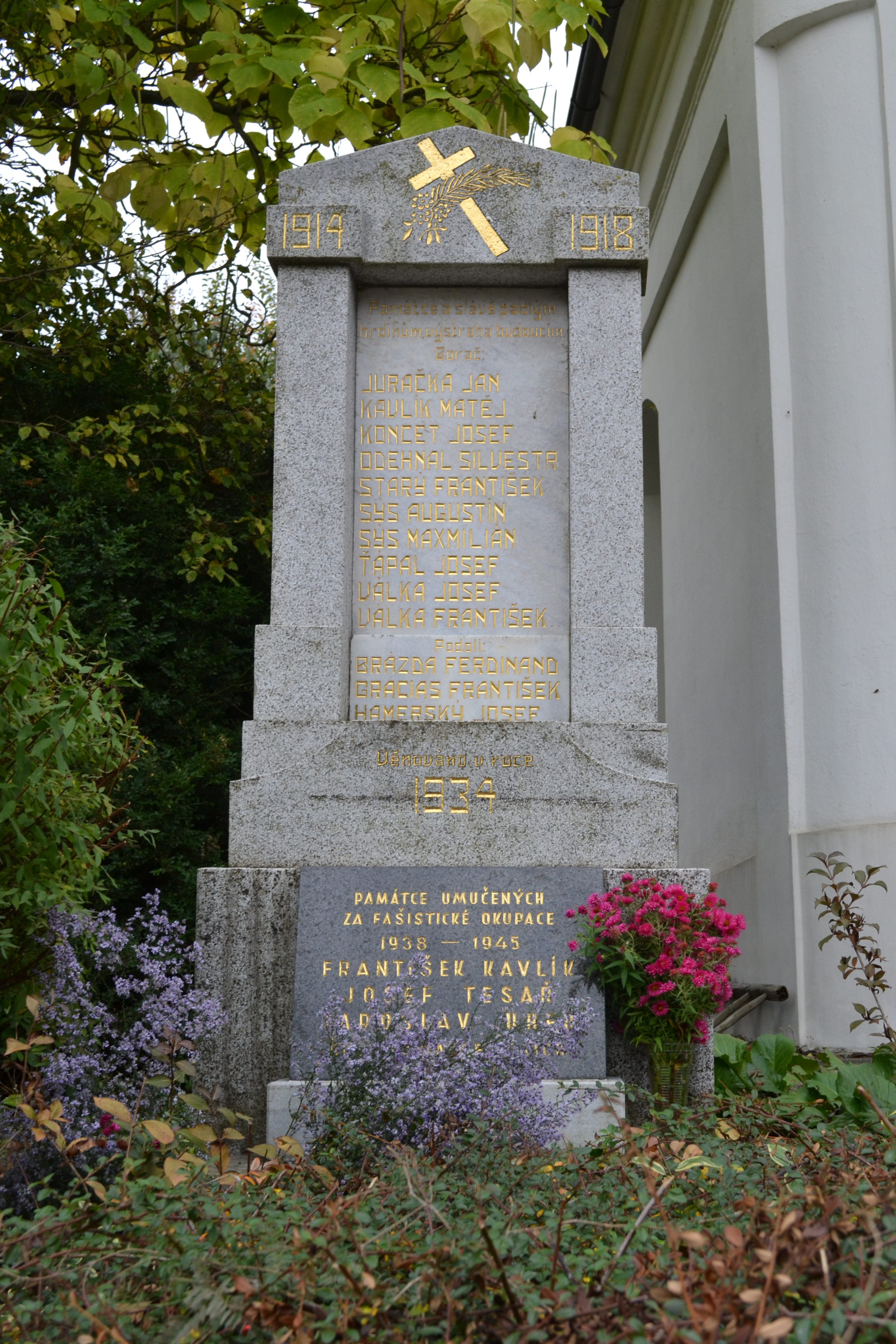
Pomník padlým
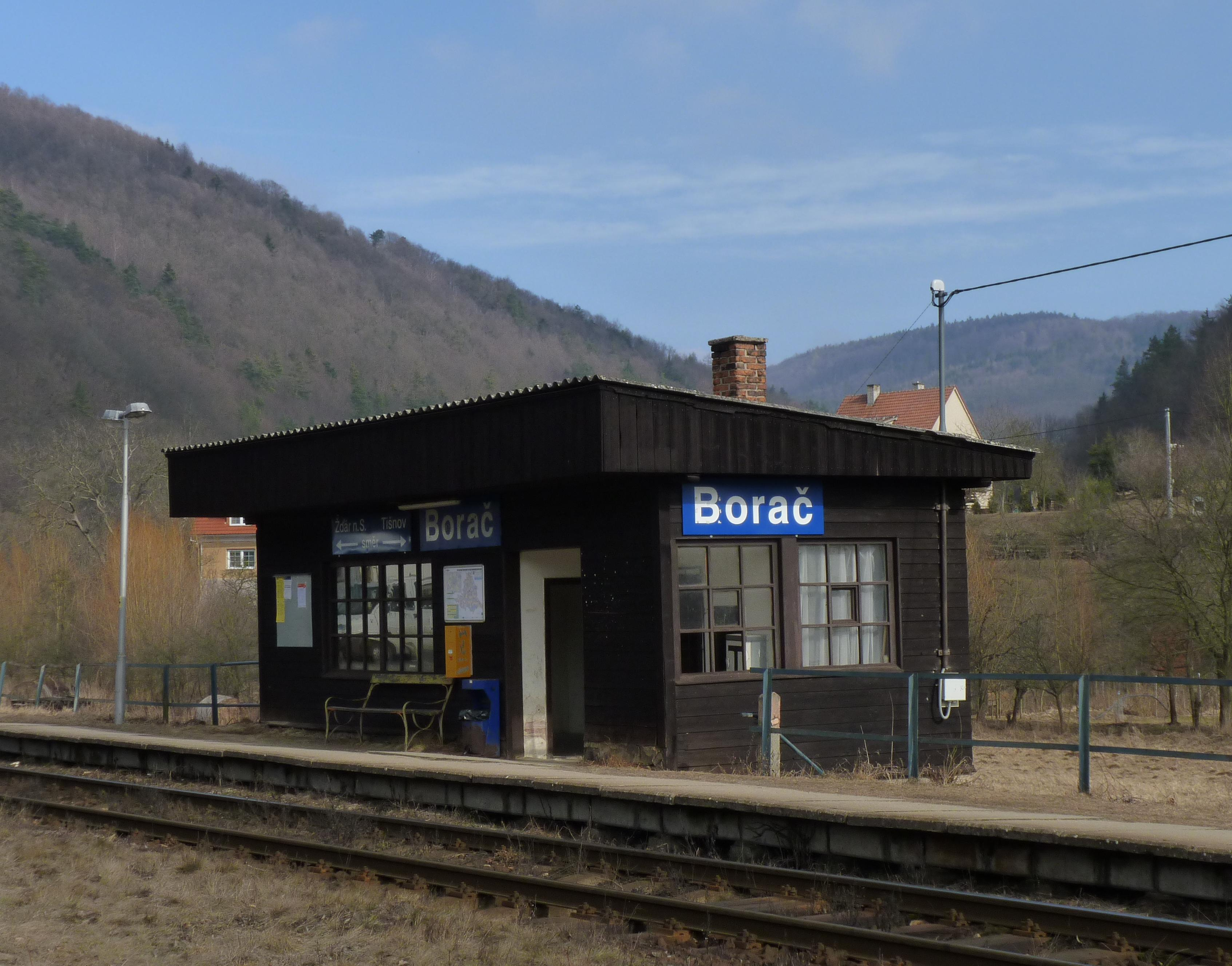
Železniční zastávka